# Kościuszkov ustanak
Kościuszkov ustanak je bio ustanak koji je predvodio Tadeusz Kościuszko u Poljskoj i Litvi 1794 protiv Pruske i carske Rusije. godine. Cilj ustanka bio je da se Poljska i Litva oslobode od ruskog utjecaja nakon Druge podjele Poljske 1793. i nakon stvaranja konfederacije u Targovici. 

## Uvod
Prva podjela Poljske i rat za obranu poljskog ustava ozbiljno su oslabili reformistički pokret u Poljskoj, koji se zalagao za Svibanjski ustav. Nakon druge podjele Poljske oslabili su i sljedbenici carske Rusije, koji su bili okupljeni u konfederaciji iz Targovice. Ljudi koji su nakon druge podjele Poljske podržavali Rusiju kao glavnog jamca zlatnih sloboda smatrani izdajnicima i stvorila se jaka oporba njihovoj vlasti i među šljahtom i među građanima. 
Kako bi suzbili otpor Pruska i Rusija su odlučili demobilizirati 50 posto poljske vojske, a ostatak poljskih vojnika unovačiti u svoje vojske. Zapovjednik 1. poljske nacionalne konjičke brigade general Antoni Madalinski je 12. ožujka 1794. odlučio odbiti naređenje o demobilizaciji. Sa svojom brigadom od 1500 vojnika je krenuo prema Krakovu. Potakao je niz pobuna u cijeloj zemlji. Ruski garnizon u Krakovu je dobio naređenje napustiti Krakov i potući pobunjenike. Krakow je ostao bez ruske vojske. 

## Pobuna
Tadeusz Košćuško je 24. ožujka 1794. objavio poziv na opći ustanak i preuzeo je zapovjedništvo nad svim poljskim vojnim snagama. Da bi ojačao poljske snage Košćuško je izdao naređenje o mobilizaciji i zahtijevao je da svaka peta kuća u Mala Poljska da najmanje jednog opremljenog vojnika. Košćuškov stožer je procijenio da bi mogli mobilizirati 10.000 vojnika. Glavni problem je bio naoružanje, tako da je bilo mnogo njih opremljenih samo srpovima ili poljoprivrednim alatima. 
Da bi uništili još uvijek slab otpor, ruski car je naredio napad na Krakov. U bitci na Raclavicama 4. travnja 1794. brojno i tehnički slabije poljske snage pobijedile su opremljenijeg i brojnijeg neprijatelja. Nakon krvave bitke ruske snage su se povukle s bojišta. Košćuška vojska je bila preslaba da uspješno nastavi ofenzivu i da izbaci ruske snage iz Male Poljske. Strateški pobjeda nije imala neki značaj, ali vijest o pobjedi se raširila Poljskom i potakla je pobunu u ostalim krajevima Poljske. Početkom travnja poljske snage, koje su trebale biti poslane u Rusiju pridružile su se Košćuška. 
Rusi su 17. travnja pokušali uhititi one koji su podržavali ustanak. Pokušali su i razoružati poljski garnizon u Varšavi zauzimanjem arsenala, ali to je dovelo do pobune protiv ruskog garnizona u Varšavi. Pobunu je predvodio Jan Kilinski, a poljski kralj Stanislav II. August je bio neodlučan. Pobuna u Varšavi imala je uspjeha zbog nesposobnosti ruskog zapovjednika u Varšavi i zbog toga što je bio Veliki četvrtak, kad su ruski vojnici izašli u crkve u gradu i nisu nosili oružje. Osim toga civili su aktivno sudjelovali u pobuni. Nakon dva dana teških sukoba u Varšavi Rusi su od ukupno 6.000 vojnika u Varšavi izgubili 2.000 do 4.000 vojnika. Morali su se povući iz Varšave. Uspjela je i slična pobuna u Vilniusu 22. travnja, a ubrzo su se oslobađali i drugi gradovi. 
Košćuško je 7. svibnja 1794. izdao Proklamaciju iz Polaneca, kojom je djelomično ukinuo kmetstvo i proglasio građanske slobode seljaka i način zaštite od zloupotreba od strane šljahte. Međutim novi zakon nikad nije bio potpuno primijenjen, jer ga je plemstvo (šljahta) bojkotiralo. Ipak, proklamacija je privukla mnoge seljake u redove revolucionara. Po prvi put u povijesti seljaci su se službeno smatrali dijelom poljske nacije. 
Strateška situacija je postala mnogo gora za Poljake u svibnju. Pruska vojska je 10. svibnja prešla granicu i pridružila se Rusiji u borbi protiv ustanika. Rusko-pruske snage su 6. i 8. lipnja pobijedili poljske snage u dvije bitke. Poljaci su se povukli prema Varšavi i počeli su da utvrđuju grad. Pruska vojska je 15. lipnja zauzela Krakov, ali ruske snage bile poražene u nizu manjih okršaja oko Varšave, pa su Poljaci uspjeli okončati utvrđivanje Varšave. Rusko-pruske snage su neuspješno opsjedale Varšavu 22. srpnja. Uslijedio je 20. kolovoza ustanak u Velikoj Poljskoj, pa je pruska vojska morala povući iz okoline Varšave. Varšava je početkom rujna bila oslobođena opsade. 
Sukobi u drugim krajevima završili su promjenjivim ishodima. Rusi su ugušili ustanak u Litvi, Vilnius je kapitulirao 12. kolovoza. Ustanak u Velikoj Poljskoj je bio mnogo uspješniji. Poljske snage je tu predvodio Jan Henrik Dombrovski. Zauzeli su Bydgoszcz 2. listopada i ušli su u Pomorje. Zahvaljujući mobilnosti svojih snaga Poljaci su izbjegli opkoljavanje od strane Prusa. Osim toga prekidali su pruske linije opskrbe, pa su prisilili prusku vojsku na povlačenje iz središnje Poljske.

## Dolazak Suvorova i zarobljavanje Košćuška
U Poljsku je došla nova ruska vojska pod zapovjedništvom Aleksandra Suvorova. Dobili su naređenje sresti se s ruskim korpusom kraj Varšave. Nakon dvije bitke (17. i 19. rujna) nova vojska se kretala prema Varšavi. Košćuško je pokušao spriječiti spajanje dvije ruske vojske, pa je 10. listopada započeo bitku kod Macjejovice. Obje ruske armije su istovremeno ušle u bitku i pobijedile. Rusi su ranili su i zarobili Košćuška u toj bitci. Poslali su ga u Sankt Peterburg u Petropavlovsku tvrđavu. 
Novi zapovjednik poljskih snaga Tomaš Vavržecki nije bio sposoban kontrolirati unutarnje borbe za vlast i postao je zapovjednik oslabljene vojske. Političku moć je držao drugi vođa, koji se morao boriti i s ljevičarima jakobinci i s desničarima i monarhistima. 
Združene ruske snage su 4. rujna započele napad na Pragu, predgrađe Varšave na desnoj obali. Nakon 4 sata borbe ruske snage su probile poljsku obranu i započele su s paljevinama i pljačkom. Cijelo predgrađe su uništili i navodno pobili 20.000 stanovnika. Taj događaj je poznat kao masakr u Pragi. Varšava je zauzeta 5. studenog 1794. godine. Vavržecki je zarobljen 16. studenog i to je označilo kraj ustanka. Ubrzo je uslijedila Treća dioba Poljske u kojoj su Rusija, Pruska i Habsburška monarhija podijelile ostatke Poljske.

## Posljedice
Košćuškov ustanak predstavljao je potpunu katastrofu za Poljsku, koja je prestala postojati. Poljska od tada nije postojala 123 godine. U zemljama podijeljene Poljske uslijedila je gospodarska katastrofa, jer su tržišta tri države postala podijeljena i odvojena jedna od drugih. Školski sustav je nazadovao jer su škole na tim teritorijima dobivale nizak prioritet. Stvaranje obrazovnih institucija postalo je jako otežano. Prusi su se opirali otvaranju sveučilišta u Varšavi. U ruskim i njemačkim dijelovima Poljske uslijedila je germanizacija tj. rusifikacija. Austrijski dio Poljske je bio slobodniji. 
Tisuće poljskih obitelji koje su podržavale Košćuškov ustanak kažnjene su oduzimanjem imanja, koja su dodijeljena ruskim generalima i ruskim dužnosnicima. Procjenjuje se da je oko 650.000 seljaka dodijeljeno ruskim dužnosnicima kao kmetovi. Dio sitnog plemstva šljahte, protjeran je iz Litve i Rutenije u južne dijelove Rusije, gdje su bili podvrgnuti rusifikaciji. Drugi dio je šljahte je izgubio plemićki status, a to je značilo da gube socijalni status i mogućnost napredovanja u administraciji i vojsci te i da ne mogu posjedovati zemlju.